# Campeonato Salvadoreño de Fútbol de 1937
El Campeonato Salvadoreño de Fútbol de 1937 fue la quinta temporada de la primera división del fútbol salvadoreño. El Club Deportivo 33 fue el campeón de la temporada, su primer título.

## Clubes participantes
| Equipo      | Método de calificación          |
| ----------- | ------------------------------- |
| CD 33       | Campeones de la Zona Central    |
| Alacranes   | Subcampeones de la Zona Central |
| Los 44      | Campeones de la zona oeste      |
| Santiagueño | Campeones de la Zona Este       |

## Torneo

### Semifinales
| 1 de agosto de 1937 | C.D. 33 | 4–1 | Santiagueño | Estadio Nacional Flor Blanca, |  |

| 1 de agosto de 1937 | Alacranes | 4–2 | Los 44 | Estadio Nacional Flor Blanca, |  |

### Partido por el tercer puesto
| 15 de agosto de 1937 | Los 44 | 4–2 | Santiagueño | Estadio Nacional Flor Blanca, |  |

### Final
| 15 de agosto de 1937 | C.D. 33 | 3–1 | Alacranes | Estadio Nacional Flor Blanca, |  |

|  | Semifinales               | Semifinales               |   |                            | Final                      | Final |  |
|  |                           |                           |   |                            |                            |       |  |
|  |                           |                           |   |                            |                            |       |  |
|  | 6 November – San Salvador |                           |   |                            |                            |       |  |
|  | Alacranes                 | 4                         |   |                            |                            |       |  |
|  | Los 44                    | 2                         |   |                            |                            |       |  |
|  |                           |                           |   |                            |                            |       |  |
|  |                           |                           |   |                            | 11 December – San Salvador |       |  |
|  |                           |                           |   |                            | Alacranes                  | 1     |  |
|  |                           | C.D. 33                   | 3 |                            |                            |       |  |
|  |                           |                           |   |                            |                            |       |  |
|  |                           |                           |   |                            |                            |       |  |
|  |                           |                           |   |                            | Tercer lugar               |       |  |
|  | 6 November – San Salvador | 6 November – San Salvador |   | 11 December – San Salvador | 11 December – San Salvador |       |  |
|  | C.D. 33                   | 4                         |   | Los 44                     | 4                          |       |  |
|  | Santiagueño               | 1                         |   |                            | Santiagueño                | 2     |  |